# Vector izotrop
În matematică, fiind dat un spațiu vectorial X cu o formă pătratică asociată q un vector izotrop — numit și vector nul al formei pătratice — este un vector x ≠ 0 astfel încât q(x) = 0.
Dacă o forma pătratică q admite un vector izotrop, atunci se numește formă pătratică izotropă. O formă pătratică care nu admite niciun vector izotrop se numește formă pătratică definită. Un spațiu pătratic (X, q) care are un vector izotrop se numește spațiu pseudoeuclidian⁠(d).
Un spațiu vectorial pseudoeuclidian poate fi descompus (neunic) în subspații ortogonale A și B astfel încât q este definită-pozitivă pe A și definită-negativă pe B. Conul izotrop (sau conul nul), al lui X constă din reuniunea sferelor echilibrate:
{\displaystyle \bigcup _{r\geq 0}\{x=a+b:q(a)=-q(b)=r,a\in A,b\in B\}.}
Conul izotrop este, de asemenea, reuniunea dreptelor izotrope care se intersectează în origine.

## Exemple
Vectorii de tip „lumină” dintr-un spațiu Minkowski sunt vectori izotropi.
Cei patru bicuaternioni⁠(d) independenți liniar⁠(d) l = 1 + hi, n = 1 + hj, m = 1 + hk și m∗ = 1 – hk sunt vectori izotropi, iar {l, n, m, m∗} pot servi ca bază pentru subspațiul folosit pentru a reprezenta spațiu-timpul. Vectorii izotropi sunt de asemenea folosiți în abordarea formalismului Newman–Penrose⁠(d) al varietăților spațiu-timp.
În modulul Verma⁠(d) al unei algebre Lie⁠(d) există vectori izotropi.